# Armand Blaschette
Armand Blaschette (* 12. April 1933 in Esch-sur-Alzette; † 23. September 2015) war ein luxemburgischer Chemiker und Hochschullehrer in Deutschland.

## Leben
Armand Blaschette studierte Chemie und wurde 1961 bei Ulrich Wannagat an der RWTH Aachen mit einer Arbeit über Beiträge zur Chemie des Schwefeltrioxids und der Peroxoverbindungen promoviert. Er habilitierte sich 1973 an der TU Braunschweig über Ergebnisse und Probleme aus der Chemie der Peroxoschwefel- und Peroxosilicium-Verbindungen. Später hatte er dort einen Lehrstuhl für anorganische Chemie inne. Sein Arbeitsgebiet war insbesondere die Chemie der Nichtmetalle.

## Publikationen
- Allgemeine Chemie, 2 Bände, Akademische Verlagsgesellschaft, Frankfurt a. M. 1974
- Armand Blaschette bei Researchgate